# Ардан, Фанни
Фанни́ Маргери́т Жюди́т Арда́н (фр. Fanny Marguerite Judith Ardant, род. 22 марта 1949) — французская актриса театра и кино, а также режиссёр.

## Биография
Фанни Маргерит Жюдит Ардан родилась 22 марта 1949 года во Франции, в городе Сомюр, в семье кавалерийского офицера, служившего в различных частях Европы (Швеция, Монако), в связи с чем семья часто переезжала. Она была младшей из пяти детей. Получила образование политолога в Университете Прованса. Одновременно с учёбой в университете занималась на актёрских курсах, в 1974 году впервые выступила на театральной сцене. Дебютировала в кинофильме «Собаки» в 1979 году.
В 1981 году Ардан снялась в фильме Франсуа Трюффо «Соседка», который впервые увидел её в конце 1979 года в историческом телевизионном сериале «Женщины у моря» Нины Компанеец. По признанию режиссёра и его дочери Лоры, он был заворожён молодой актрисой и его «поразила телевизионная любовь с первого взгляда». В конце 1979 года он пишет Ардан письмо и приглашает её на встречу на свою киностудию. Они начинают встречаться и он обещает, что свой следующий фильм, над сценарием которого он тогда работал, поставит для неё. В 1982 году за эту роль она была номинирована на французскую кинопремию «Сезар». Фанни Ардан стала подругой Трюффо и в 1983 году родила дочь Жозефину.
В 1997 году она была удостоена премии «Сезар» как «Лучшая актриса» за роль в фильме «Вечерний прикид».
За свою кинокарьеру она снялась более чем в 60 фильмах самых разных жанров: комедии, драмы, приключения. Её приглашали в свои проекты известнейшие режиссёры мира. А благодаря отличному знанию английского языка её не раз приглашали сниматься в Голливуде. В 2002 году комедия «8 женщин» Франсуа Озона, в которой Фанни Ардан исполнила одну из главных ролей, была удостоена на Берлинском кинофестивале «Серебряного медведя» за актёрский ансамбль. Также Ардан была номинирована на премию Сезар как «Лучшая актриса» в этом фильме. В 2003 году на XXV Московском кинофестивале за исполнение роли певицы Марии Каллас в фильме Франко Дзеффирелли «Каллас навсегда» она была удостоена приза имени Станиславского, присуждаемого за особые актёрские заслуги.
В 2008 году Фанни Ардан дебютировала в качестве режиссёра, сняв семейную драму «Прах и кровь» (Cendres et Sang). В 2014 году Ардан была вновь номинирована на премию «Сезар», за главную роль в драме «Лучшие дни впереди». В 2017 году Ардан поставила фильм «Диван Сталина» с Депардьё в главной роли.
В конце ноября 2019 года в российский прокат вышла драматическая комедия Николя Бедоса «Прекрасная эпоха» при участии актрисы.

### Семья
Замужем Фанни не была. У неё трое детей от разных мужчин: дочь Люмир (р. 1975) — от французского актёра Доминика Левера; дочь Жозефина (р. 1983) — от гражданского союза с Франсуа Трюффо, с 1981 года до его смерти в 1984; дочь Баладин (р. 1990) — от итальянского кинематографиста Фабио Конверси.

### Взгляды
В 2019 году актриса критически высказалась о движении #MeToo: «Я не уважаю движение, основанное на доносах. Я предпочитаю доверять правосудию, я ненавижу, когда пресса занимается линчеванием, не имея на руках доказательств. Пресса не может играть роль суда — это очень опасно, здесь заканчивается свобода и начинается мракобесие».

## Избранная фильмография
- 1976 — Куколка Мари / Marie-poupée
- 1979 — Собаки / Les Chiens
- 1981 — Одни и другие / Болеро — Вероник
- 1981 — Соседка — Матильда Бошар
- 1983 — Весёленькое воскресенье — Барбара Бекер
- 1983 — Жизнь — это роман — Ливия Сэраскье
- 1983 — Бенвенута / Benvenuta
- 1983 — Желание / Desiderio
- 1984 — Любовь Свана / Un amour de Swann — герцогиня Германтская
- 1984 — Любовь до смерти / L’Amour à mort
- 1985 — Будущее лето — Дина
- 1985 — Бешеные / Les Enragés
- 1986 — Семейный совет — Мать
- 1986 — Мелодрама / Mélo — Кристиана Левеск
- 1986 — Ублюдок / Le Paltoquet
- 1987 — Семья — Адриана
- 1987 — Австралия — Жианн Готье
- 1988 — Страх и любовь / Paura e amore
- 1989 — Не плачь, любимая / Pleure pas my love
- 1990 — История Катрин К. / Aventure de Catherine C.
- 1991 — Страх темноты — Мэриам
- 1991 — Ничего, кроме лжи / Rien que des mensonges
- 1993 — Амок / Amok
- 1993 — Жена дезертира / La Femme du déserteur
- 1994 — Полковник Шабер — Герцогиня Ферро
- 1995 — За облаками — Патрисия
- 1995 — Сабрина — Ирэн
- 1996 — Вечерний прикид (Нежный голубой или игры по-французски) / Pédale douce — Эвелин (Ева)
- 1996 — Дезире — Одэтт
- 1996 — Насмешка — Мадам де Блайак
- 1998 — Елизавета — Мария де Гиз
- 1998 — Ужин / La Cena
- 1999 — Состояние паники — Мэри Лангманн
- 1999 — Огюстен, король кунг-фу / Augustin, roi du Kung-fu
- 1999 — Бегство / La Débandade
- 1999 — Сын француза / Le Fils du Français
- 2000 — Распутник — Мадам Тэрбуш
- 2001 — Нет вестей от Бога — Марина Д’Ангело
- 2001 — Измени мою жизнь — Нина
- 2001 — 8 женщин — Пьерретт
- 2002 — Каллас навсегда — Мария Каллас
- 2003 — Натали — Кэтрин
- 2004 — Вкус крови — Сильвия
- 2004 — Год наводнения / El Año del diluvio
- 2006 — Париж, я люблю тебя — Фанни Форестьер (эпизод «IX округ: Пигаль»)
- 2007 — Железнодорожный роман — Юдит Ралитцер
- 2007 — Секреты — Анук
- 2007 — Час пик / L’Ora di punta
- 2008 — Привет-пока — Жизель
- 2008 — Изумительный — жена французского посла
- 2009 — Лицо
- 2011 — Распутин — императрица Александра Фёдоровна
- 2012 — Наблюдатель
- 2012 — Наша встреча
- 2013 — Лучшие дни впереди
- 2018 — Дневник моего ума
- 2019 — Прекрасная эпоха — Марианна
- 2022 — Молодые любовники — Шона
- 2023 — Дворец — маркиза

## Телевидение
(неполный перечень)
- 1978 — Мутант / Le mutant
- 1978 — Муза и Мадонна / La Muse et la Madone
- 1979 — Эго / Ego
- 1979 — Женщины у моря / Les dames de la côte
- 1980 — Воспоминания двух юных жён / Les mémoires de deux jeunes mariées
- 1981 — Добрые буржуа / Les bons bourgeois
- 1982 — Падение дома Ашеров / La chute de la maison Usher
- 1983 — Глава семьи / Le chef de famille
- 1984 — Одни и другие / Les uns et les autres
- 1985 — Фрёкен Юлия / Mademoiselle Julie
- 1986 — Пьяцца Навона / Piazza Navona
- 1987 — Великий Джанлука / Il Mitico Gianluca
- 1988 — Врачи / Médecins des hommes
- 1988 — Другая загадка / L’altro enigma
- 1990 — Большой прыжок / La grande cabriole
- 1999 — Бальзак — Эвелина Ганская
- 2003 — Сара / Sarah
- 2013 — Клан Ланзак / Le Clan des Lanzac

## Театр
(неполный перечень)
| Год  | Оригинальное название        | Название в переводе       | Автор пьесы                                           | Режиссёр           | Театр / Фестиваль                    |
| ---- | ---------------------------- | ------------------------- | ----------------------------------------------------- | ------------------ | ------------------------------------ |
| 1974 | Polyeucte                    | Полиевкт                  | Пьер Корнель                                          | Доминик Левер      |                                      |
| 1976 | Le maître de Santiago        | Магистр ордена Сантьяго   | Анри де Монтерлан                                     | Доминик Левер      |                                      |
| 1977 | Estere                       | Эстер                     | Жан Расин                                             | Доминик Делуш      |                                      |
| 1978 | Électre                      | Электра                   | Жан Жироду                                            | Доминик Левер      |                                      |
| 1979 | Tête d'or                    | Золотая голова            | Поль Клодель                                          | Доминик Левер      |                                      |
| 1980 | Les bons bourgeois           | Добрые буржуа             | Рене де Обалдья                                       | Жак Росни          |                                      |
| 1983 | Mademoiselle Julie           | Фрёкен Юлия               | Август Стриндберг                                     | Андреас Вутинас    |                                      |
| 1987 | Don Juan                     | Дон Жуан                  | Мольер                                                | Франсис Юстер      |                                      |
| 1990 | Comme tu me veux             | Буду такой, как ты хочешь | Луиджи Пиранделло                                     | Морис Аттиас       |                                      |
| 1992 | L'aide-mémoire               | Памятная записка          | Жан-Клод Карьер                                       | Бернар Мюра        |                                      |
| 1995 | La musica deuxième           | Вторая музыка             | Маргерит Дюрас                                        | Бернар Мюра        | Театр Гэте Монпарнас, Фестиваль Анжу |
| 1997 | Master class                 | Мастер-класс              | Теренс МакНалли (автор), Пьер Лявилль (адаптация)     | Роман Полански     | Театр Порт Сен-Мартен                |
| 1998 | Deux Phedre                  | Две Федры                 |                                                       | Антуан Бурсейе     | Фестиваль Горд                       |
| 2002 | Sarah                        | Сара / Смех лангуста      | Джон Маррелл (автор), Эрик-Эмманюэль Шмит (адаптация) | Бернар Мюра        | Театр Эдуарда VII                    |
| 2004 | Médée                        | Медея                     | Луиджи Керубини                                       | Жан-Поль Скарпитта | Театр Амфитеатра в Ниме              |
| 2004 | La bête dans la jungle       | Зверь в джунглях          | Маргерит Дюрас (автор), Генри Джеймс (адаптация)      | Жак Лясалль        | Театр Мадлен                         |
| 2006 | Médée                        | Медея                     | Еврипид                                               |                    |                                      |
| 2006 | La maladie de la morte       | Смертельная болезнь       | Маргерит Дюрас                                        | Беранжер Бонвуазен | Театр Мадлен                         |
| 2008 | Music Hall                   | Мюзик-холл                | Жан-Люк Лягарс                                        | Ламбер Уилсон      | Театр де Буфф дю Нор                 |
| 2011 | L'année de la pensée magique | Сто́ящий год               | Джоан Дидион                                          | Тьерри Клиффа      | Театр де Ателье                      |

## Награды
- 2003: «Верю. Константин Станиславский» — специальный приз «за покорение вершин актёрского мастерства и верность принципам школы К. С. Станиславского», за исполнение роли певицы Марии Каллас в фильме Франко Дзеффирелли «Каллас навсегда» (XXV Московский кинофестиваль).
- 2011: «Параджановский талер» — премия имени С. И. Параджанова «за достижения в кинематографе» (Ереванский кинофестиваль «Золотой абрикос»)